# Tom Hughes
Thomas Edward Hughes (13 de septiembre de 1934-2 de noviembre de 2019) fue un jugador de béisbol profesional estadounidense que apareció en dos juegos para los St. Louis Cardinals de la Major League Baseball de 1959. 

## Carrera
Nacido en Ancón, Zona del Canal de Panamá, hijo de un oficial de policía que trabajaba en el territorio entonces controlado por los estadounidenses de la Zona del Canal, Hughes era un lanzador derecho que bateaba como zurdo y figuraba como 6 pies 2 pulgadas (1,9 m) de altura y 180 libras (81,6 kg). Firmó con los Cardinals en 1954. Como lanzador de ligas menores, Hughes registró llamativos récords de victorias y derrotas durante el comienzo de su carrera, ganando 52 de 68 decisiones (.765) entre 1955 y 1957 para equipos de la Liga de California Clase C y la Liga de Texas Doble-A. Lideró la Liga de California en ponches con 273 y ganó 20 juegos durante 1955. Pero fue tratado a finales de 1956 por dolor en el codo, luego se perdió toda la campaña de 1958 y casi toda la de 1959 mientras servía en el ejército de los Estados Unidos. Tras su baja en agosto de 1959, Hughes fue agregado a la lista ampliada de los Cardinals en septiembre. Con los Redbirds languideciendo en la segunda división, el manager Solly Hemus le dio al novato dos audiciones como lanzador abridor, ambos juegos contra los Cachorros de Chicago. El 13 de septiembre, en su cumpleaños número 25, en Wrigley Field, Hughes duró hasta la tercera entrada, pero permitió cinco carreras limpias y cinco hits (incluidos jonrones de Ernie Banks e Irv Noren) y dos bases por bolas, y fue etiquetado con el 8. –0 derrota. Ocho días después, en el Busch Stadium, Hughes retiró sólo a cuatro bateadores y fue acusado de permitir cuatro hits y cuatro carreras limpias. Nuevamente se le acusó de una derrota, ya que Chicago ganó, 12-3. En 1960, Hughes regresó a las ligas menores y pasó dos temporadas más en la organización Cardinal antes de retirarse del béisbol profesional. En sus dos juegos de MLB, permitió un total de nueve hits y nueve carreras limpias en cuatro entradas completas lanzadas, para un promedio de carreras limpias de 15,75. Ponchó a dos y concedió dos bases por bolas.